# Jaakko Syrjä

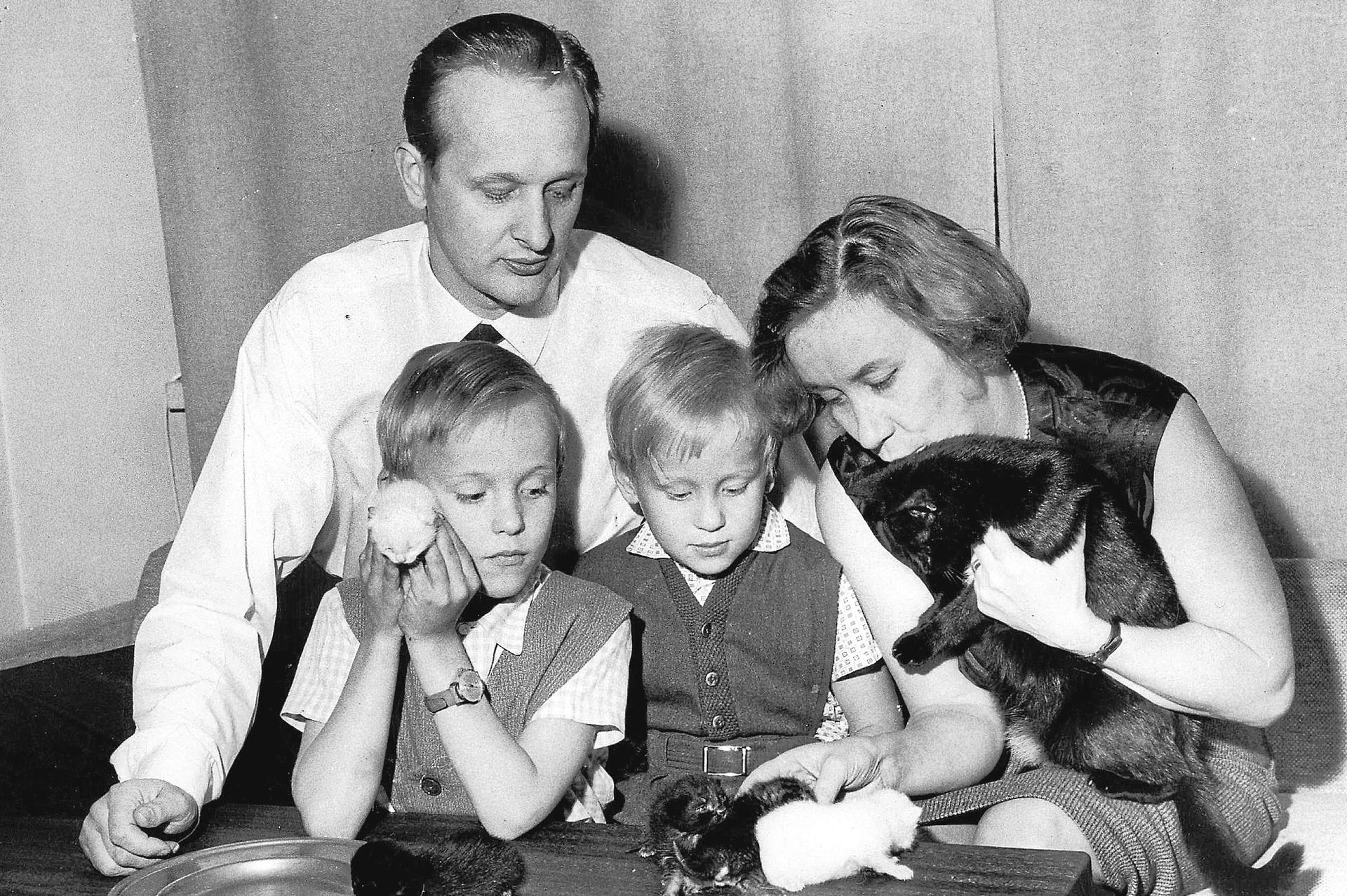
Jaakko Syrjä med familjen år 1965.

Jaakko Johannes Syrjä, född 7 mars 1926 i Pälkäne, död 22 maj 2022 i Ylöjärvi, var en finländsk författare och förlagsman. Han var sedan 1957 gift med författaren Kirsi Kunnas, som avled 2021.
Syrjä var 1962–1964 reklamchef vid Gummerus förlag, 1965 knuten till WSOY som reklamchef och 1967–1968 avdelningschef för den inhemska skönlitteraturen. Hans författarskap, ofta med humoristisk bottensats, omfattar bland annat romanerna Lumpeen kylässä (1955) och Nuori metsästäjä (1965, belönad med Tack för boken-medaljen 1966) samt novellsamlingen Kertomuksia radan varresta (1988). Om sin långa vänskap med Väinö Linna berättar han i Muistissa Väinö Linna (2004). Syrjä var ordförande för Suomen kirjailijaliitto 1975–1980. Han tilldelades Väinö Linna-priset 2005.

### Uppslagsverk
- Widén, Gustaf: Syrjä, Jaakko i Uppslagsverket Finland (webbupplaga, 2012). CC-BY-SA 4.0